# Porcellio herzegowinensis
Porcellio herzegowinensis är en kräftdjursart som beskrevs av Karl Wilhelm Verhoeff1901. Porcellio herzegowinensis ingår i släktet Porcellio och familjen Porcellionidae. Inga underarter finns listade i Catalogue of Life.